# Bluff City (Tennessee)
Bluff City è un comune degli Stati Uniti d'America, situato nello Stato del Tennessee, nella Contea di Sullivan.